# رزیدنت ایول: تاریخچه آمبرلا
رزیدنت ایول: تاریخچهٔ آمبرلا (به انگلیسی: Resident Evil: The Umbrella Chronicles) و (به ژاپنی: バイオハザード アンブレラ・クロニクルズ Baiohazādo Anburera Kuronikuruzu) یک بازی ویدئویی به سبک لایت گان شوتر از سری بازی‌های رزیدنت ایول است که توسط شرکت‌های کپ‌کام و کاویا توسعه یافته و به‌وسیلهٔ کپ‌کام برای کنسول نینتندو وی در سال ۲۰۰۷ منتشر شد. سبک این بازی، به شکل خطی و تیراندازی می‌باشد. تا نوامبر سال ۲۰۰۷ تعداد ۱/۱ میلیون نسخه از بازی به فروش رسید.
در این بازی، رویدادهای مهم نسخه‌های پیشین و اصلی این سری که به نوعی با شرکت آمبرلا ارتباط داشتند، مانند رزیدنت ایول صفر، رزیدنت ایول ۱، رزیدنت ایول ۳ و مأموریتی به نام پایان آمبرلا را به شکلی گذرا نمایش دادند. این بازی‌ها نسخهٔ بازسازی شده از سرهای نامبرده نیست و درحقیقت رویدادهای مهم آن بازی‌ها را به شکلی کوتاه، تقریباً متفاوت و البته از زاویهٔ اول‌شخص روایت می‌کند. این بازی در کنار نسخهٔ رزیدنت ایول: تاریخچه تاریکی، در مجموعه اچ‌دی تاریخچه رزیدنت ایول قرار داده شد و در ژوئن ۲۰۱۲ برای کنسول پلی‌استیشن ۳ عرضه گردید.
شخصیت‌های قابل کنترل در این بازی، کریس ردفیلد، جیل ولنتاین، کارلوس اولیویرا، ربکا چمبرز، بیلی کوئن، ایدا وانگ و هانک می‌باشند.

## گیم‌پلی
تاریخچهٔ آمبرلا به شکل خطی دنبال می‌شود و پیشبرد داستان و حرکت شخصیت‌ها به سوی هدف‌ها برعهده خود بازی می‌باشد (به جز برخی موارد که به بازیباز حق انتخاب داده می‌شود). بازیباز فقط می‌تواند دشمنان را نابود کرده یا به جمع‌آوری آیتم‌های گوناگون بپردازد. زاویهٔ دید به صورت اول شخص می‌باشد. بازی دارای سیستم جمع‌آوری امتیاز بوده و در آغاز هر مرحله قابلیت ارتقاء اسلحه‌ها با کمک امتیاز جمع‌آوری شده وجود دارد.

## سناریو۱: از خط خارج شدن قطار
از خط خارج شدن قطار نام سناریو اول این بازی است. ربکا چمبرز و بیلی کوئن دو شخصیت قابل کنترل در این سناریو هستند. در این سناریو، رویدادهای مهم بازی رزیدنت ایول صفر نمایش داده می‌شود. پس از به پایان رساندن کامل این سناریو که خود شامل سه بخش می‌باشد، مأموریتی جدید در همین سناریو به نام آغاز، آزاد می‌شود. در این بخش جدید، چگونگی کشته شدن دکتر جیمز مارکوس توسط آلبرت وسکر و ویلیام برکین، زنده ماندن دکتر مارکوس و انتقام او (پخش ویروس تی در مقر پژوهشی آمبرلا در کوهستان آرکلی) به تصویر کشیده می‌شود. شخصیت قابل کنترل در این مأموریت آلبرت وسکر می‌باشد.

## سناریو۲: رویداد عمارت
رویداد عمارت دومین سناریو بازی است. کریس ردفیلد و جیل ولنتاین دو شخصیت قابل کنترل در این سناریو هستند. نمایش رویدادهای مهم بازی رزیدنت ایول ۱ که بیانگر رویداد عمارت اسپنسر است، در این سناریو به شکلی گذرا به تصویر کشیده شده است. این سناریو از سه مرحله تشکیل شده است. در همین سناریو، دو مأموریت جداگانه نیز وجود دارد؛ کابوس نام مأموریتی دو مرحله‌ای است که در آن نمایش داده می‌شود که ربکا چمبرز چگونه در این عمارت حضور یافت و از آنجا فرار کرد. مأموریت دیگر تولد دوباره نام داشته که در آن مشخص می‌شود که چگونه آلبرت وسکر، پس از کشته شدن توسط تایرنت، زنده ماند و از عمارت فرار کرد. شخصیت قابل کنترل در این مأموریت آلبرت وسکر می‌باشد.

## سناریو۳: ویرانی شهر راکون
ویرانی شهر راکون سومین سناریو بازی است. جیل ولنتاین و کارلوس اولیویرا دو شخصیت قابل کنترل در این سناریو هستند. نمایش رویدادهای مهم بازی رزیدنت ایول ۳ که بیانگر نابود شدن شهر راکون توسط بمب هسته‌ای است، در این سناریو به شکلی گذرا به تصویر کشیده می‌شود. این سناریو از سه مرحله تشکیل شده است. در همین سناریو، دو مأموریت جداگانه نیز وجود دارد؛ درب مرگ که شخصیت قابل کنترل این مأموریت ایدا وانگ است. در این مأموریت مشخص می‌شود که چگونه ایدا در پایان رویدادهای رزیدنت ایول ۲ زنده مانده و از شهر می‌گریزد. مأموریت دیگر چهارمین بازمانده نام داشته و هانک شخصیت قابل کنترل در این مأموریت است. نمایش چگونگی فرار هانک از شهر راکون، پیش از ویرانی شهر مربوط به این مأموریت می‌باشد.

## سناریو۴: پایان آمبرلا
پایان آمبرلا چهارمین و آخرین سناریو اصلی بازی است. کریس ردفیلد و جیل ولنتاین دو شخصیت قابل کنترل در این سناریو هستند. در این سناریو، نمایش داده می‌شود که کریس و جیل خود را به مقر آمبرلا در روسیه رسانده‌اند تا آخرین و قدرتمندترین تایرانت شرکت آمبرلا (T-a.l.o.s) را نابود کنند. آن دو در پایان موفق به این کار می‌شوند و از آنجا می‌گریزند. این سناریو دارای سه مرحله می‌باشد. در همین سناریو، یک مأموریت جداگانه نیز وجود دارد؛ میراث مخوف مأموریتی است که در آن مشخص می‌شود که آلبرت وسکر نیز وارد مقر آمبرلا در روسیه شده و قصد دارد تا اطلاعات سری شرکت آمبرلا را از ابررایانهٔ ملکه سرخ برداشت کند و علاوه بر آن سرگئی ولادیمیر را نیز نابود کند. با پیشبرد این مأموریت، وسکر در این هدف‌ها موفق می‌شود.

## بازتاب‌ها
| گردآورنده  | امتیاز |
| ---------- | ------ |
| گیم‌رنکینگز | ۷۶٪    |

| ناشر         | امتیاز       |
| ------------ | ------------ |
| وان‌آپ.کام    | B+           |
| آل‌گیم        | [ ۶ ]        |
| اج           | ۷/۱۰         |
| یوروگیمر     | ۷/۱۰         |
| فامیتسو      | ۳۲/۴۰        |
| گیم اینفورمر | ۸٫۲۵/۱۰      |
| گیم‌پرو       | 4.25/5 ستاره |
| گیم رولیشن   | B            |
| گیم‌اسپات     | ۷/۱۰         |
| گیم‌اسپای     | [ ۱۲ ]       |
| آی‌جی‌ان       | ۷٫۹/۱۰       |
| ام! گیمز     | 74%          |
| ایکس پلی     | 4/5 ستاره    |

## معادل‌های انگلیسی
1. ↑  Train Derailment
2. ↑  Mansion Incident
3. ↑  Nightmare
4. ↑  Rebirth
5. ↑  Raccoon's Destruction
6. ↑  Death's Door
7. ↑  Fourth Survivor
8. ↑  Umbrella's End
9. ↑  Dark Legacy